# IBEX (satellite)
IBEX (acronimo inglese per Interstellar Boundary Explorer, ovvero Explorer del confine interstellare), a volte citato anche come Explorer-91, è un satellite artificiale messo in orbita dalla NASA nell'ambito del Programma Explorer.
Immesso su un'orbita terrestre da un razzo Pegasus-XL con lancio aereo da un velivolo Lockheed L-1011 il 19 ottobre 2008, ha condotto una missione di 24 mesi dedicata allo studio della regione del termination shock del sistema solare. Completata nel 2011 è stata prorogata fino al 2013 per continuare le osservazioni. Da allora la missione è stata estesa, con il veicolo spaziale ancora operativo da marzo 2023, continuando a mappare gli atomi ad alta energia dell'eliosfera.

## La sonda
IBEX è equipaggiato con due strumenti di rilevazione per particelle energetiche neutre a diversi livelli di energia: IBEX-Hi (che opera tra valori di 300 eV e 6 keV) e IBEX-Lo (che opera tra 10 eV e 2 keV). Ciascun strumento è costituito da un collimatore, per limitare il campo di osservazione, una superficie di conversione, per trasformare gli atomi di idrogeno e ossigeno in ioni, un analizzatore elettrostatico, per eliminare la luce ultravioletta e selezionare ioni di una specifica fascia energetica, ed un sensore per il conteggio e l'identificazione degli ioni.
Gli strumenti, posti in perpendicolare all'asse di rotazione del satellite e in direzioni opposte fra loro, permetteranno di misurare la quantità e la localizzazione delle collisioni con scambio di carica in tutte le direzioni e si potrà così avere una mappatura del termination shock.
L'alimentazione è fornita da una superficie di pannelli solari che garantiscono una potenza di 116 W a fronte di una necessità di 66.

## Lancio e orbita
IBEX fu posizionato nel razzo Pegasus alla base aerea di Vandenberg in California e quindi trasportato all'atollo di Kwajalein il 12 ottobre 2008 con un Lockheed L-1011. Da qui decollò il 19 ottobre per essere sganciato dal Lockheed in prossimità dell'equatore alle 17:47:23 UTC.
Il satellite è stato posizionato su un'orbita fortemente ellittica caratterizzata da un periasse di 7.000 km e un apoasse di 260.000 km. Questa orbita porta il satellite all'esterno della magnetosfera terrestre rimuovendo una fonte di disturbo che impedirebbe l'osservazione dei fenomeni desiderati. Il satellite sfrutta il tratto di orbita a quota inferiore ai 10 raggi terrestri per effettuare la trasmissione a Terra dei dati raccolti.
Nel giugno 2011, l'orbita di IBEX è stata innalzata a un perigeo a oltre 30.000 km. La nuova orbita ha un periodo di un terzo di mese lunare, che, con la corretta fasatura, evita di portare il veicolo spaziale troppo vicino alla Luna, la cui gravità può influenzare negativamente l'orbita di IBEX. L'attuale veicolo spaziale utilizza meno carburante per mantenere un'orbita stabile, aumentando la sua durata di vita utile a oltre 40 anni.